# Boitze
Boitze er en kommune og en landsby i den sydøstlige del af Landkreis Lüneburg i den tyske delstat Niedersachsen.

## Geografi
Boitze ligger ved vestenden af Naturpark Elbhöhen-Wendland. Kommunen er en del af Samtgemeinde Dahlenburg som har administration i byen Dahlenburg.

### Inddeling
I kommunen ligger bebyggelserne: Ahndorf, Boitze, Fladen, Gut-Horn, Neetzendorf, Seedorf og Vindorf